# Tyler Johnson (Eishockeyspieler)
Tyler Johnson (* 29. Juli 1990 in Spokane, Washington) ist ein ehemaliger US-amerikanischer Eishockeyspieler, der im Verlauf seiner aktiven Karriere zwischen 2007 und 2024 unter anderem 863 Spiele für die Tampa Bay Lightning, Chicago Blackhawks und Boston Bruins in der National Hockey League (NHL) auf der Position des Centers bestritten hat. Mit den Tampa Bay Lightning, deren Organisation Johnson zwischen 2011 und 2021 angehörte, gewann er in den Playoffs 2020 und 2021 jeweils den Stanley Cup.

## Karriere
Johnson begann seine Karriere in der Stadt Coeur d’Alene in der drittklassigen US-amerikanischen Juniorenliga Northern Pacific Hockey League. Nachdem er bereits 2005 in der elften Runde des WHL Bantam Draft von den Spokane Chiefs ausgewählt worden war, wechselte er erst zwei Saisons später in die Western Hockey League. Dort war er in seiner Debütsaison 2007/08 mit 35 Punkten erfolgreichster Rookie der Chiefs. In den Play-offs wurde er in allen 21 Spielen eingesetzt und erzielte dabei fünf Tore und drei Vorlagen. Er führte die Mannschaft schließlich durch einen 4:0-Sieg in der Finalserie zum Ed Chynoweth Cup und wurde als 17-jähriger Rookie als wertvollster Spieler der WHL-Play-offs ausgezeichnet. Beim Memorial Cup 2008 konnte sich die Mannschaft ebenfalls durchsetzen und gewann den Titel durch einen Sieg über den Gastgeber Kitchener Rangers.
In den folgenden beiden Spielzeiten konnte er auch seine Punktausbeute in der regulären Saison steigern und war jeweils drittbester Scorer der Chiefs. Zur Saison 2010/11 wurde Johnson zum Assistenzkapitän der Mannschaft ernannt. Im Laufe der Spielzeit gelang es ihm als ersten Spieler der Chiefs seit 1994, die Marke von 100 Punkten zu durchbrechen. Er schloss die Saison schließlich mit 53 Toren als bester Torschütze der gesamten WHL ab und stand mit 115 Punkten auf dem zweiten Platz der Scorerliste. Daraufhin wurde er zum besten Spieler und ins First All-Star Team der Western Conference gewählt, zudem wurde er mit der Brad Hornung Trophy als fairster Spieler der Liga ausgezeichnet.

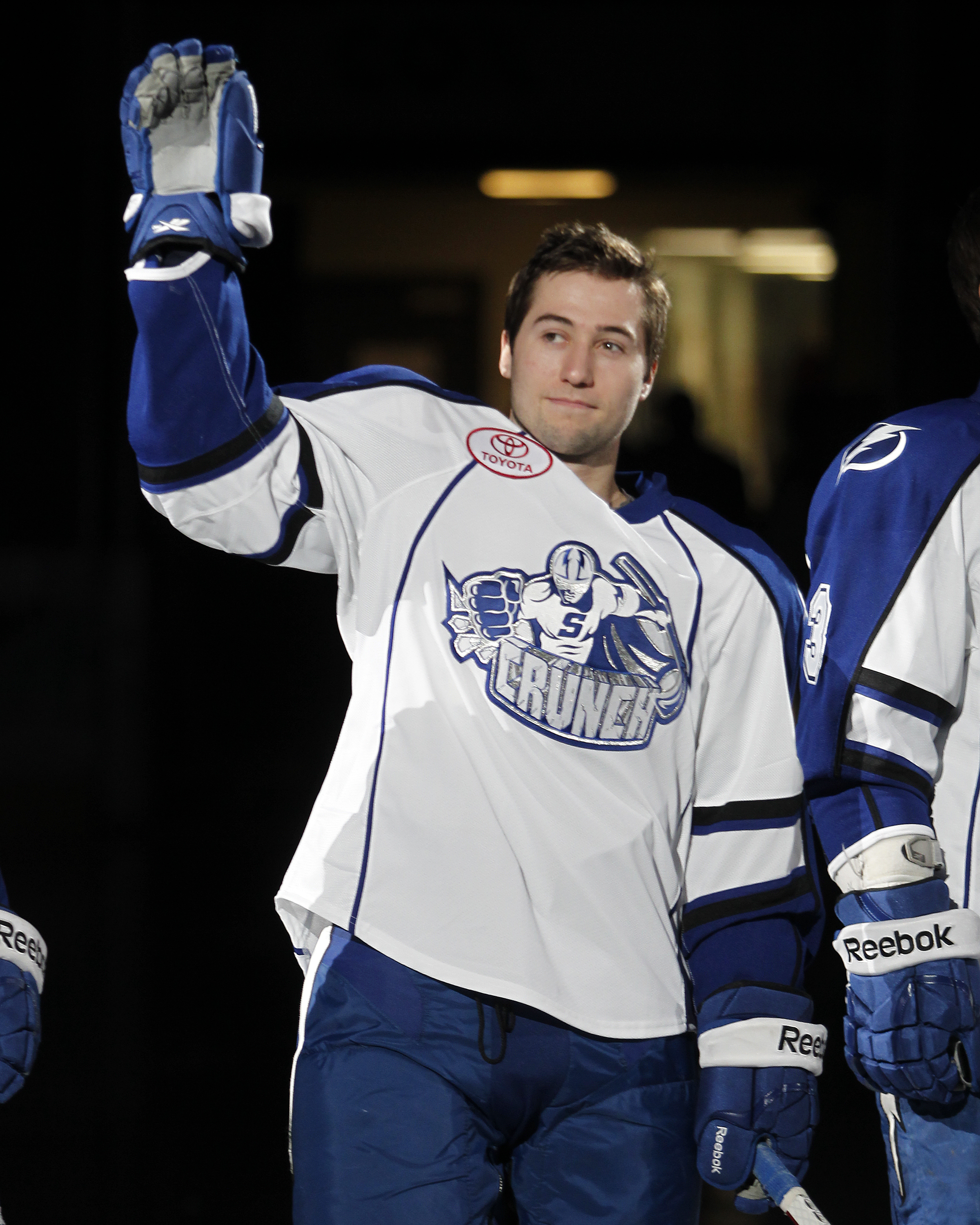
Johnson im Trikot der Syracuse Crunch (2013)

Nachdem er im NHL Entry Draft von den Teams der National Hockey League unberücksichtigt geblieben war, wurde er im Laufe seiner Juniorenkarriere in die NHL-Trainingscamps der Minnesota Wild und Phoenix Coyotes eingeladen, erhielt dort aber jeweils keinen Vertrag. Im März 2011 unterzeichnete Johnson als Free Agent schließlich einen Einstiegsvertrag über drei Jahre mit den Tampa Bay Lightning. Der Center wurde daraufhin zunächst zum Farmteam der Lightning, den Norfolk Admirals, in die American Hockey League geschickt. Bei seinem Profidebüt gegen die Charlotte Checkers erzielte er auch sein erstes Tor in der AHL. Im März 2012 konnte er in sieben Spielen in Folge mehrere Scorerpunkte erzielten und wurde daraufhin mit 22 Punkten aus elf Spielen zum AHL-Spieler des Monats gewählt. Am Ende der Saison war Johnson hinter seinem Teamkollegen Cory Conacher der zweitbeste Rookie-Scorer der Liga und wurde ins AHL All-Rookie Team gewählt. Nachdem die Admirals bereits die reguläre Saison als beste Mannschaft abgeschlossen hatten, setzten sie sich auch in den Play-offs durch und gewannen den Calder Cup. Johnson erzielte dabei 14 Punkte in ebenso vielen Spielen.
In der folgenden Saison 2012/13 konnte Johnson seine Punktausbeute in der AHL noch einmal steigern und war erhielt als bester Torschütze der Liga mit 37 Toren den Willie Marshall Award. Mit insgesamt 65 Punkten aus 62 Spielen war er bester Scorer seiner Mannschaft, der Syracuse Crunch. Zudem verzeichnete er die beste Plus/Minus-Bilanz aller Stürmer der Liga. Am Ende der Saison wurde er schließlich als wertvollster Spieler der AHL mit dem Les Cunningham Award ausgezeichnet und ins First All-Star Team gewählt. Mit Syracuse zog er erneut in die Finalserie um den Calder Cup ein, unterlag dort allerdings den Grand Rapids Griffins. Im März 2013 gab er schließlich sein NHL-Debüt für die Tampa Bay Lightning und erzielte in seinem zweiten Spiel gegen die Carolina Hurricanes zwei Punkte.
In der Saison 2014/15 gelang Johnson der Durchbruch in der NHL. Gemeinsam mit Nikita Kutscherow und Ondřej Palát formte er die Triplet Line (dt. Drillings-Reihe) und erzielte 72 Scorerpunkte in der regulären Saison, womit er teamintern gemeinsam mit Steven Stamkos Platz eins belegte. In den anschließenden Playoffs wurde Johnson mit 23 Punkten zum Topscorer, wobei das Team jedoch im Finale den Chicago Blackhawks mit 2:4 unterlag. Nach der Spielzeit 2016/17 unterzeichnete der Angreifer einen neuen Siebenjahresvertrag in Tampa, der ihm ein durchschnittliches Jahresgehalt von 5 Millionen US-Dollar einbringen soll. Am Ende der Playoffs 2020 erreichte er mit den Lightning abermals das Endspiel um den Stanley Cup und sicherte sich diesen durch einen 4:2-Erfolg über die Dallas Stars. In den folgenden Playoffs 2021 wiederum verteidigte Tampa den Titel durch einen 4:1-Finalsieg über die Canadiens de Montréal. Wenige Wochen nach dem erneuten Erfolg wurde Johnson gemeinsam mit einem Zweitrunden-Wahlrecht im NHL Entry Draft 2023 im Tausch für Brent Seabrook zu den Chicago Blackhawks transferiert.
In Chicago war Johnson drei Jahre aktiv, ehe sein auslaufender Vertrag im Sommer 2024 nicht verlängert wurde. Anschließend wechselte er im November 2024 als Free Agent zu den Boston Bruins. Bereits nach neun Einsätzen einigte man sich im Dezember 2024 allerdings auf eine vorzeitige Auflösung des Vertrags. Anfang Juli 2025 beendete der 34-Jährige schließlich seine aktive Karriere.

### International
Tyler Johnson vertrat die Auswahl der Vereinigten Staaten bei den U20-Junioren-Weltmeisterschaften 2009 und 2010. Nachdem die Mannschaft 2009 eine Medaille verpasst hatte, gewannen sie 2010 durch einen Finalsieg über Kanada die Goldmedaille. Zudem nahm der Stürmer an der Weltmeisterschaft 2014 teil, die die US-Amerikaner als Sechster beendeten. In acht Spielen punktete er dabei neunmal.

## Erfolge und Auszeichnungen
| - 2008 Ed-Chynoweth-Cup-Gewinn mit den Spokane Chiefs - 2008 WHL Playoff MVP - 2008 Memorial-Cup-Gewinn mit den Spokane Chiefs - 2011 WHL West First All-Star Team - 2011 Brad Hornung Trophy - 2011 Bester Torschütze der WHL - 2012 AHL All-Rookie Team - 2012 Calder-Cup-Gewinn mit den Norfolk Admirals - 2013 Teilnahme am AHL All-Star Classic | - 2013 Les Cunningham Award - 2013 Willie Marshall Award - 2013 AHL First All-Star Team - 2014 NHL All-Rookie Team - 2015 Teilnahme am NHL All-Star Game (verletzungsbedingte Absage) - 2015 Topscorer der Stanley-Cup-Playoffs - 2020 Stanley-Cup-Gewinn mit den Tampa Bay Lightning - 2021 Stanley-Cup-Gewinn mit den Tampa Bay Lightning |

### International
- 2010 Goldmedaille bei der U20-Junioren-Weltmeisterschaft

## Karrierestatistik

### International
Vertrat die USA bei:
- U20-Junioren-Weltmeisterschaft 2009
- U20-Junioren-Weltmeisterschaft 2010
- Weltmeisterschaft 2014

(Legende zur Spielerstatistik: Sp oder GP = absolvierte Spiele; T oder G = erzielte Tore; V oder A = erzielte Assists; Pkt oder Pts = erzielte Scorerpunkte; SM oder PIM = erhaltene Strafminuten; +/− = Plus/Minus-Bilanz; PP = erzielte Überzahltore; SH = erzielte Unterzahltore; GW = erzielte Siegtore; 1 Play-downs/Relegation; Kursiv: Statistik nicht vollständig)